# Шесть царей
«Шесть царей» — фреска в пустынной крепости Кусайр-Амра на территории современной Восточной Иордании. Она является одной из наиболее известных фресок этого комплекса, входящего в список Всемирного наследия ЮНЕСКО. Изображение датируется временем между 710 и 750 годами и, предположительно, было написано по заказу кого-то из членов правящей семьи Омейядского халифата.

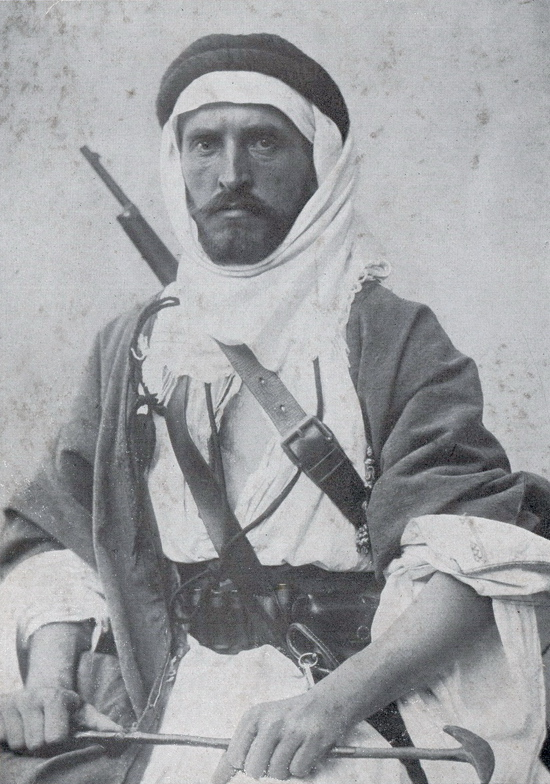
Чешский учёный Алоис Мусил, первооткрыватель фрески.

## Описание
Пустынная крепость Кусайр-Амра, расположенная на востоке современной Иордании, была построена во второй четверти VIII века будущим халифом Аль-Валидом II и содержит несколько фресок. Изображение «Шести царей» расположено в южном конце западной части основной стены.
Изображение значительно повреждено, большие фрагменты фигур отсутствуют. Изображены шесть правителей, стоящих в два ряда и простирающих вперёд руки с обращёнными кверху ладонями. Над четырьмя левыми фигурами сохранились надписи на греческом и арабском языках:
- Цезарь — титул, обозначающий императоров Византии.
- Родерих — имя короля вестготов (современная Испания)
- Хосров — имя нескольких шахиншахов династии Сасанидов (современный Иран).
- Негус — титул царей Аксума (современная Эфиопия).

Фигуры двух других людей не идентифицированы (хотя высказывались спекулятивные предположение, что это могли быть китайский император, тюркский каган или индийский правитель). Рядом с шестью царями, на той же стене, изображена женщина с подписью Νίκη (с др.-греч. — «Победа»). На противоположной стене изображён человек на троне; надпись над ним выражает благословение лицу, имя которого не сохранилось.

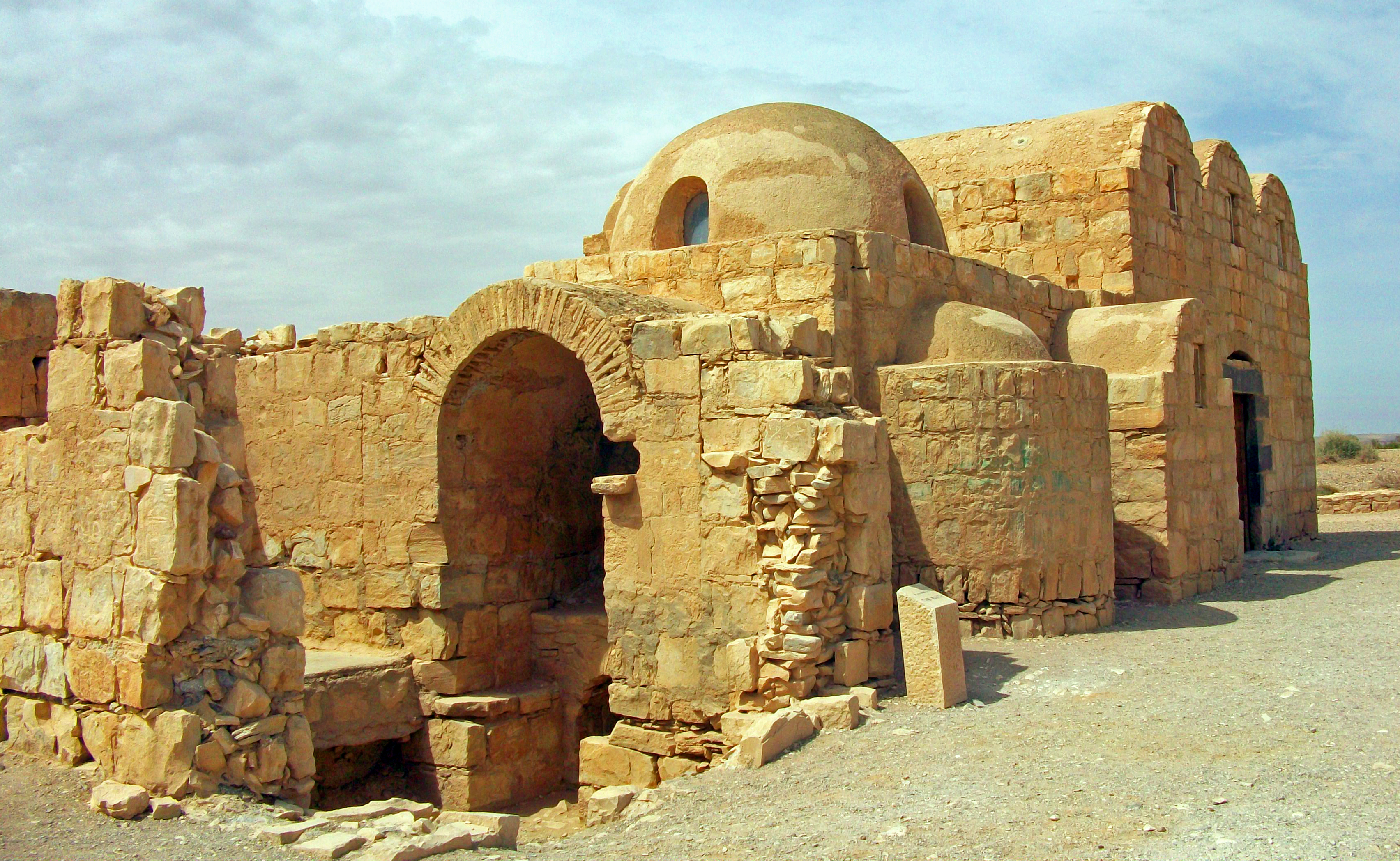
Пустынная крепость Кусайр-Амра, место расположения фрески.

## Открытие
Пришедший в запустение архитектурный комплекс был известен местным племенам, но для Запада его открыл чешский учёный Алоис Мусил, который, вместе с австрийским художником Альфонсом Милихом, прибыл сюда в 1898 году. Они сняли со стены фрагмент (сейчас находящийся в Музее исламского искусства в Берлине), усугубив при этом повреждения оставшейся фрески. При этом Мусил описал ещё не повреждённую фреску в своей работе «Кусайр-Амра» (1907); там же он поместил и репродукцию фрески в её изначальном состоянии (см. справа), сделанную путём её обводки, и надписи на ней.

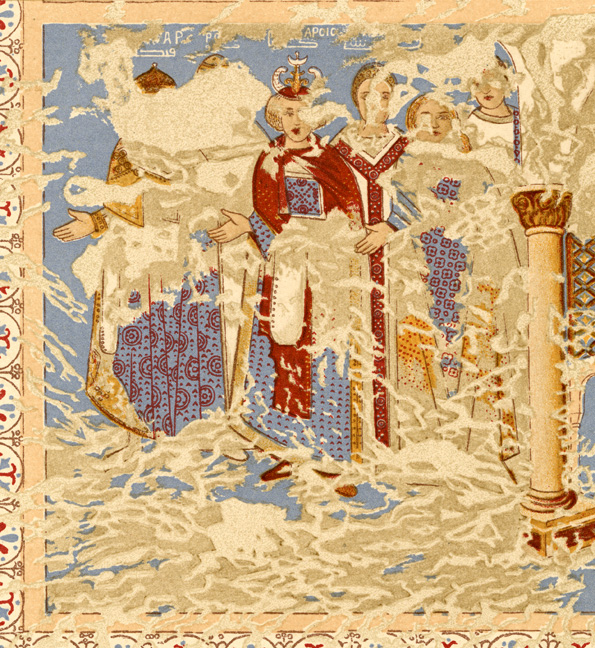
Репродукция 1907 года из книги Мусила.

## Интерпретация
Из-за недостатка информации интерпретация изображений очень разнится. Так, британский искусствовед Патриция Бейкер (англ. Patricia Baker) считает, что надпись «Победа» означает верховенство халифа над его врагами. Бетси Уильямс (англ. Betsy Williams) из американского Метрополитен-музея предполагает, что изображённые правители обращаются с прошением к халифу. Немецкий эпиграфист Макс ван Берхем и британский историк архитектуры Кеппел Кресуэл утверждают, что шесть правителей символизируют побеждённых врагов ислама. Немецкий иранист Эрнст Герцфельд называет фреску омейядским аналогом сасанидских «Царей земли», расположенных в Керманшахе и описанных в топонимическом словаре «Муджам аль-булдан» Якута аль-Хамави. По мнению французского искусствоведа Олега Грабара, фреска выражает идею, что Омейяды являются преемниками и наследниками всех покорённых ими династий.